# Embrithoplia vitticollis
Embrithoplia vitticollis är en skalbaggsart som beskrevs av Leon Fairmaire 1897. Embrithoplia vitticollis ingår i släktet Embrithoplia och familjen Melolonthidae. Inga underarter finns listade i Catalogue of Life.